# Europese kampioenschappen judo 1993
De Europese kampioenschappen judo 1993 waren de zevende gezamenlijke editie van de Europese kampioenschappen judo en werden gehouden in Athene, van 29 april tot en met 2 mei 1993. 

## Deelnemers

### Nederland
De Judo Bond Nederland (JBN) vaardigde twaalf judoka's af naar de titelstrijd in Griekenland.
Mannen
–60 kg — Boudewijn Caspari
–65 kg — Jan van Buren
–71 kg — Geen deelnemer
–78 kg — Louis Wijdenbosch
–86 kg — Alex Smeets
–95 kg — Theo Meijer
+95 kg — Gert Catsburg
Open klasse — Geen deelnemer
Vrouwen
–48 kg — Geen deelneemster
–52 kg — Geen deelneemster
–56 kg — Nancy van Stokkum
–61 kg — Jenny Gal
–66 kg — Claudia Zwiers
–72 kg — Karin Kienhuis
+72 kg — Monique van der Lee
Open klasse — Angelique Seriese

## Resultaten

### Mannen
| Gewichtsklasse | Goud                  | Zilver              | Brons                         |
| -------------- | --------------------- | ------------------- | ----------------------------- |
| – 60 kg        | Nazim Guseinov        | Huseyn Bisultanov   | Pavel Botev Nigel Donohue     |
| – 65 kg        | Sergey Kosmynin       | Vsevolods Zelonijs  | Udo Quellmalz Fedor Lazarenko |
| – 71 kg        | Vladimir Dgebuadze    | Tarlan Poladov      | Jorma Korhonen Patrick Rosso  |
| – 78 kg        | Darcel Yandzi         | Soso Liparteliani   | Johan Laats Alexey Timoshkin  |
| – 86 kg        | Pascal Tayot          | Apti Magomadov      | Alex Smeets Oleg Maltsev      |
| – 95 kg        | Stéphane Traineau     | Thomas Etlinger     | Leonid Svirid Antal Kovács    |
| + 95 kg        | Davit Chachaleisjvili | David Douillet      | Rafał Kubacki Frank Möller    |
| Open           | Davit Chachaleisjvili | Harry Van Barneveld | Evgeny Pechurov Henry Stoehr  |

### Vrouwen
| Gewichtsklasse | Goud                | Zilver              | Brons                               |
| -------------- | ------------------- | ------------------- | ----------------------------------- |
| – 48 kg        | Jana Perlberg       | Tatyana Kuvshinova  | Martine Dupond Hulya Senyurt        |
| – 52 kg        | Almudena Muñoz      | Cécile Nowak        | Elise Summers Alessandra Giungi     |
| – 56 kg        | Nicola Fairbrother  | Tanja Muenzinger    | Anita Kubica Nicole Flagothier      |
| – 61 kg        | Yael Arad           | Gella Vandecaveye   | Diane Bell Catherine Fleury-Vachon  |
| – 66 kg        | Alice Dubois        | Chloe Cowen         | Emanuela Pierantozzi Claudia Zwiers |
| – 72 kg        | Laëtitia Meignan    | Ulla Werbrouck      | Karin Kienhuis Kate Howey           |
| + 72 kg        | Monique van der Lee | Svetlana Gundarenko | Natalina Lupino Beata Maksymow      |
| Open           | Angelique Seriese   | Natalina Lupino     | Irina Rodina Karin Kutz             |

## Medaillespiegel
| Plaats | Land                | Goud | Zilver | Brons | Totaal |
| 1      | Frankrijk           | 5    | 3      | 4     | 12     |
| 2      | Georgië             | 3    | 1      | 0     | 4      |
| 3      | Nederland           | 2    | 0      | 3     | 5      |
| 4      | Rusland             | 1    | 3      | 4     | 8      |
| 5      | Duitsland           | 1    | 1      | 4     | 6      |
| 5      | Verenigd Koninkrijk | 1    | 1      | 4     | 6      |
| 7      | Azerbeidzjan        | 1    | 1      | 0     | 2      |
| 8      | Spanje              | 1    | 0      | 0     | 1      |
| 8      | Israël              | 1    | 0      | 0     | 1      |
| 10     | België              | 0    | 3      | 2     | 5      |
| 11     | Moldavië            | 0    | 1      | 1     | 2      |
| 12     | Oostenrijk          | 0    | 1      | 0     | 1      |
| 12     | Letland             | 0    | 1      | 0     | 1      |
| 14     | Polen               | 0    | 0      | 3     | 3      |
| 15     | Italië              | 0    | 0      | 2     | 2      |
| 16     | Bulgarije           | 0    | 0      | 1     | 1      |
| 16     | Finland             | 0    | 0      | 1     | 1      |
| 16     | Hongarije           | 0    | 0      | 1     | 1      |
| 16     | Turkije             | 0    | 0      | 1     | 1      |
| 16     | Wit-Rusland         | 0    | 0      | 1     | 1      |
| Totaal | Totaal              | 16   | 16     | 32    | 64     |